# Eemnesserweg 87 (Baarn)
Eemnesserweg 87 aan de Eemnesserweg is een gemeentelijk monument in Baarn in de provincie Utrecht.
Het wit bepleisterde huis werd tussen 1900 en 1905 gebouwd. Tegen de rechter zijgevel is een serre met glas-in-loodramen aangebouwd. Links aan de voorzijde is een uitbouw met een veranda erboven. De ingang aan de linkerzijde is overdekt.